# Goncourt (métro de Paris)
Pour les articles homonymes, voir Goncourt.
Goncourt est une station de la ligne 11 du métro de Paris, située à la limite des 10e et 11e arrondissements de Paris.

## Situation
La station est implantée à la limite administrative entre le quartier de l'Hôpital-Saint-Louis au nord-ouest et le quartier de la Folie-Méricourt au sud-est. Elle se trouve sous la rue du Faubourg-du-Temple à son intersection avec l'avenue Parmentier, les quais étant établis entre cette dernière voie et le débouché de la rue d'Aix. Établie en palier et orientée approximativement selon un axe nord-est/sud-ouest, elle s'intercale entre les stations République et Belleville.

## Histoire
La station est ouverte le 28 avril 1935 avec la mise en service du premier tronçon de la ligne 11 entre son terminus occidental de Châtelet et la station Porte des Lilas.
Elle doit sa dénomination à sa proximité avec la rue des Goncourt, laquelle porte le nom des frères Edmond de Goncourt (1822-1896) et Jules de Goncourt (1830-1870), historiens français et créateurs de l'académie Goncourt qui décerne le prix Goncourt aux auteurs d'expression française.
La station porte comme sous-titre Hôpital Saint-Louis, du nom de l'hôpital de l'AP-HP, situé à 350 mètres au nord et nommé ainsi en souvenir du roi Louis IX.
Les quais de la station sont modernisés après 1988 par l'adoption du style décoratif « Ouï-dire », de couleur jaune et complété de sièges « Motte », de barres ainsi que de banquettes « assis-debout » de même teinte en l'occurrence. Cette rénovation entraîne la disparition des faïences biseautées d'origine dans le style d'entre-deux-guerres de l'ex-CMP, décoration caractérisée par ses cadres publicitaires de couleur miel à motifs végétaux et le nom de la station incorporé dans la céramique des piédroits. Contrairement à la majorité des stations de style « Ouï-dire », les cadres publicitaires conservent alors répartition d'origine en alternance avec les plaques nominatives, particularité que l'on retrouve également à la station Place des Fêtes sur la même ligne ainsi qu'à Buzenval sur la ligne 9.
Dans le cadre du programme « Renouveau du métro » de la RATP, les couloirs de la station et la salle de distribution des titres de transport sont rénovés à leur tour le 25 avril 2003.
Le 1er avril 2017, la RATP intègre le nom de la station à une expression consacrée pour faire un poisson d'avril le temps d'une journée, comme dans huit autres stations sur le réseau. Par jeu de mots, Goncourt est ainsi devenue « no 1 au Goncourt de beauté ».
Afin d'accompagner le prolongement de la ligne 11 jusqu'à Rosny-Bois-Perrier, la station fait l'objet de plusieurs travaux d'adaptation. Au premier semestre 2018, le carrelage des piédroits sur les quais est renouvelé à l'identique, modifiant toutefois la disposition des cadres publicitaires, dorénavant moins nombreux et majoritairement groupés par paires. Par la suite, les quais sont rehaussés et carrelés du 9 janvier au 26 février 2019 pour permettre l'arrivée du nouveau matériel MP 14, nécessitant leur fermeture au public durant l'opération. À cette occasion, leur mobilier est remplacé par des sièges contemporains, toujours jaunes afin de respecter l'uniformité colorimétrique de la décoration. Enfin, deux nouvelles sorties depuis l'extrémité occidentale des quais sont inaugurées courant 2021.

Aménagement des quais en 2015
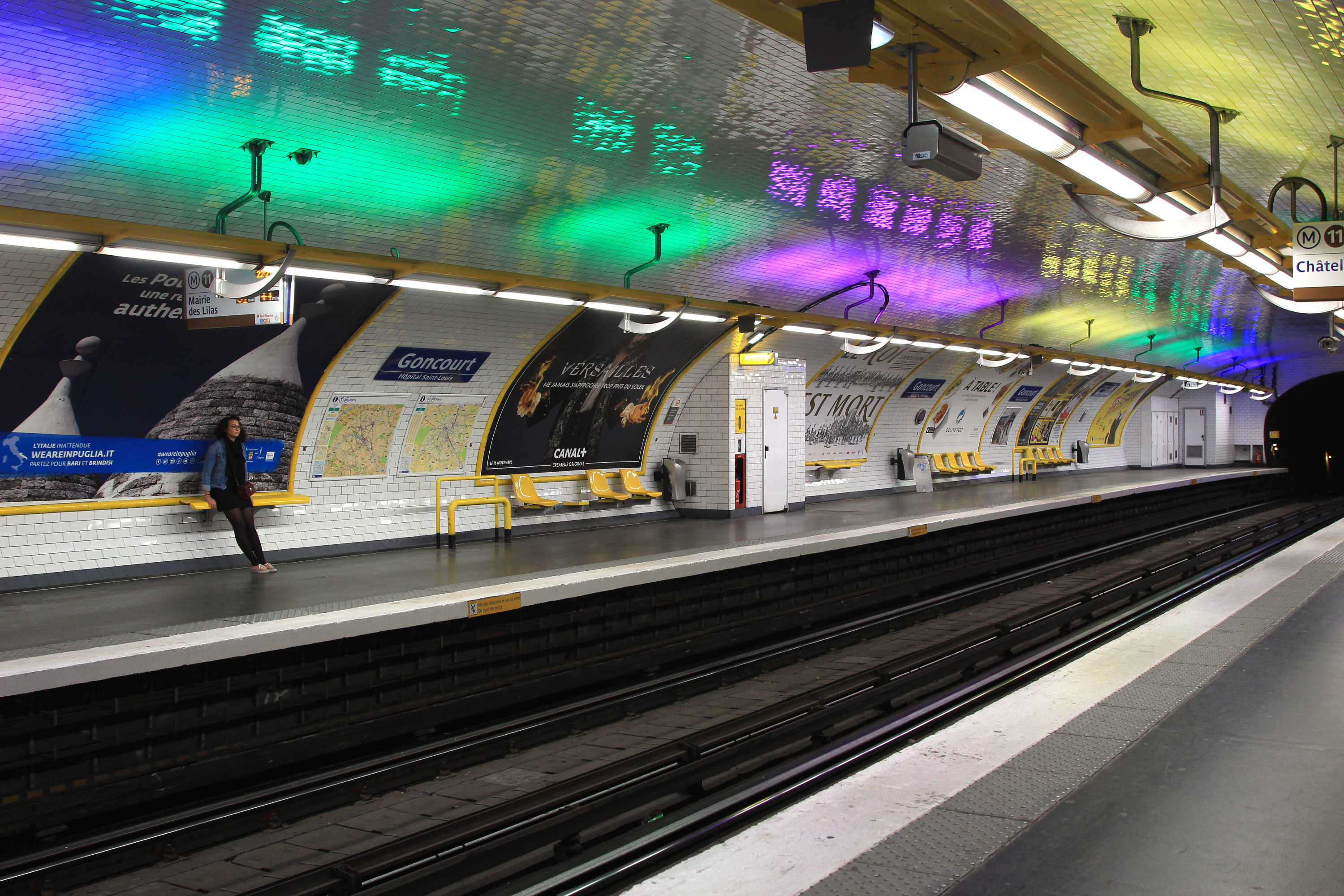
Vue des quais avant la reprise partielle de la décoration.
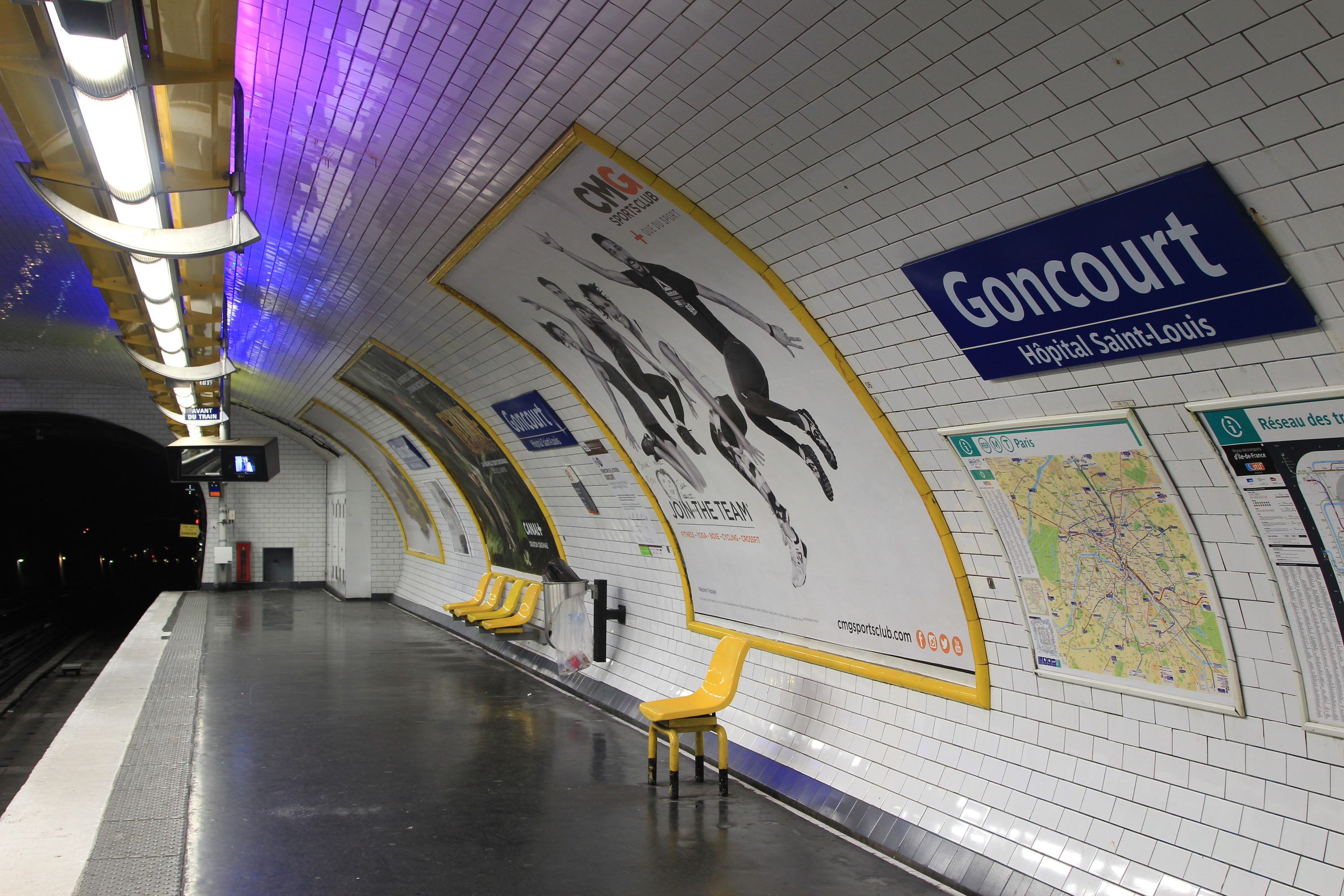
Détail des aménagements « Ouï-dire » initiaux.

### Fréquentation
Selon les estimations de la RATP, la station a vu entrer 2 192 190 voyageurs en 2019, ce qui la place à la 234e position des stations de métro pour sa fréquentation,. En 2020, avec la crise du Covid-19, son trafic annuel tombe à 1 829 817 voyageurs, ce qui la classe au 132e rang, avant de remonter progressivement en 2021 avec 2 199 170 entrants comptabilisés, la reléguant cependant à la 159e position des stations du réseau pour sa fréquentation cette année-là.

## Services aux voyageurs

### Accès
La station dispose de six accès constitués d'escaliers fixes, dotés pour chacun d'une balustrade de type Dervaux :
- l'accès 1 « Hôpital Saint-Louis », orné d'un candélabre Dervaux, débouchant au droit du no 152 de l'avenue Parmentier ;
- l'accès 2 « Rue du Faubourg-du-Temple », agrémenté d'un mât avec un « M » jaune inscrit dans un cercle, se trouvant face au no 157 de l'avenue Parmentier ;
- l'accès 3 « Avenue Parmentier », muni d'un totem Dervaux, se situant au droit du no 155 de ladite avenue ;
- l'accès 4 « Rue des Goncourt », également pourvu d'un candélabre Dervaux, débouchant face au no 150 de l'avenue Parmentier.
- l'accès 5 « Rue d'Aix », ouvert en 2021[9] et assurant uniquement la sortie depuis le quai en direction de Rosny-Bois-Perrier, se trouvant au droit du no 54 de la rue du Faubourg-du-Temple.
- l'accès 6 « Rue Bichat - Canal Saint-Martin », également ouvert en 2021[9] et permettant uniquement la sortie depuis le quai en direction de Châtelet, se situant face au no 49 de la rue du Faubourg-du-Temple.

Accès à la station
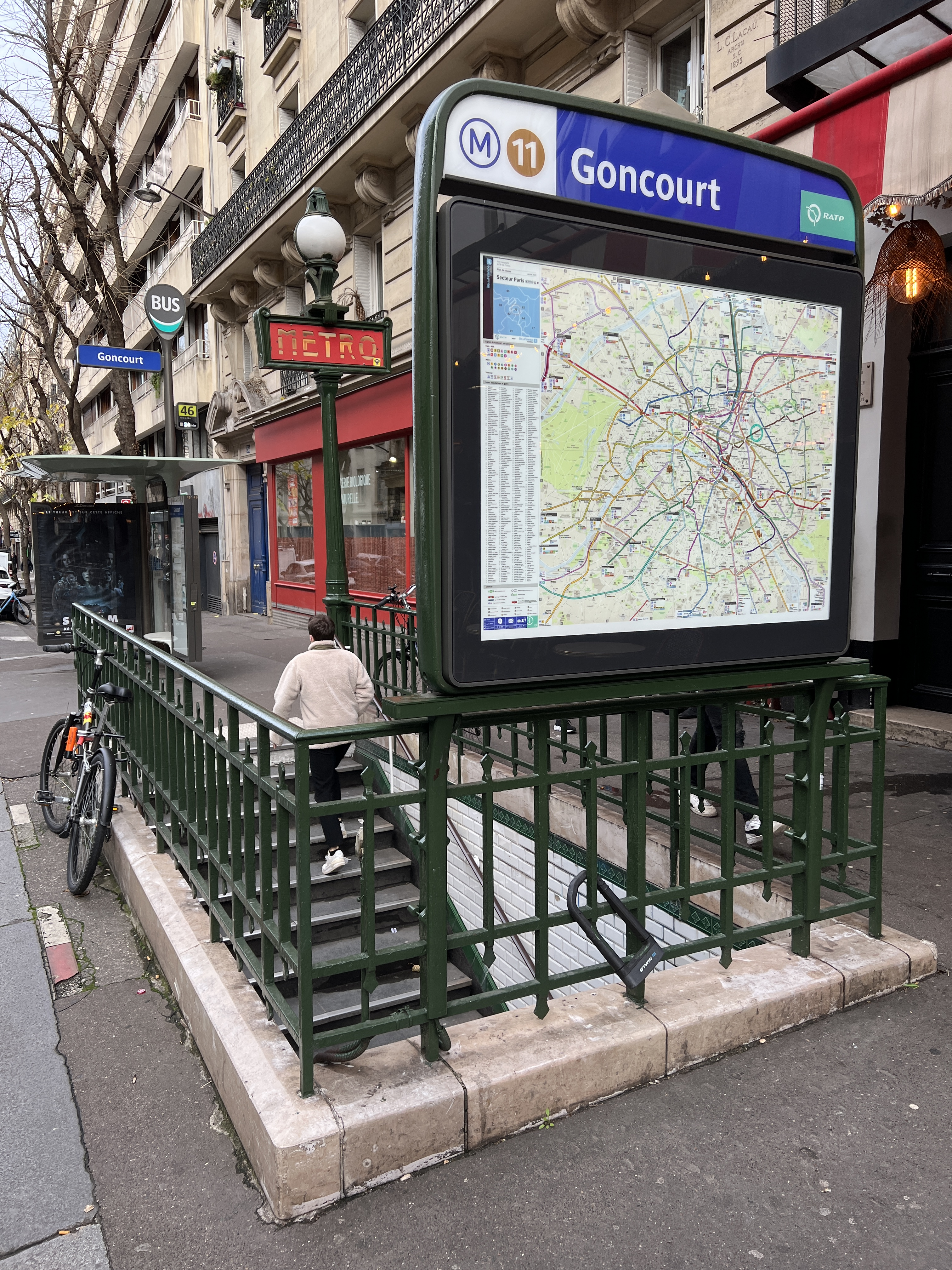
L'accès no 1, « Hôpital Saint-Louis ».
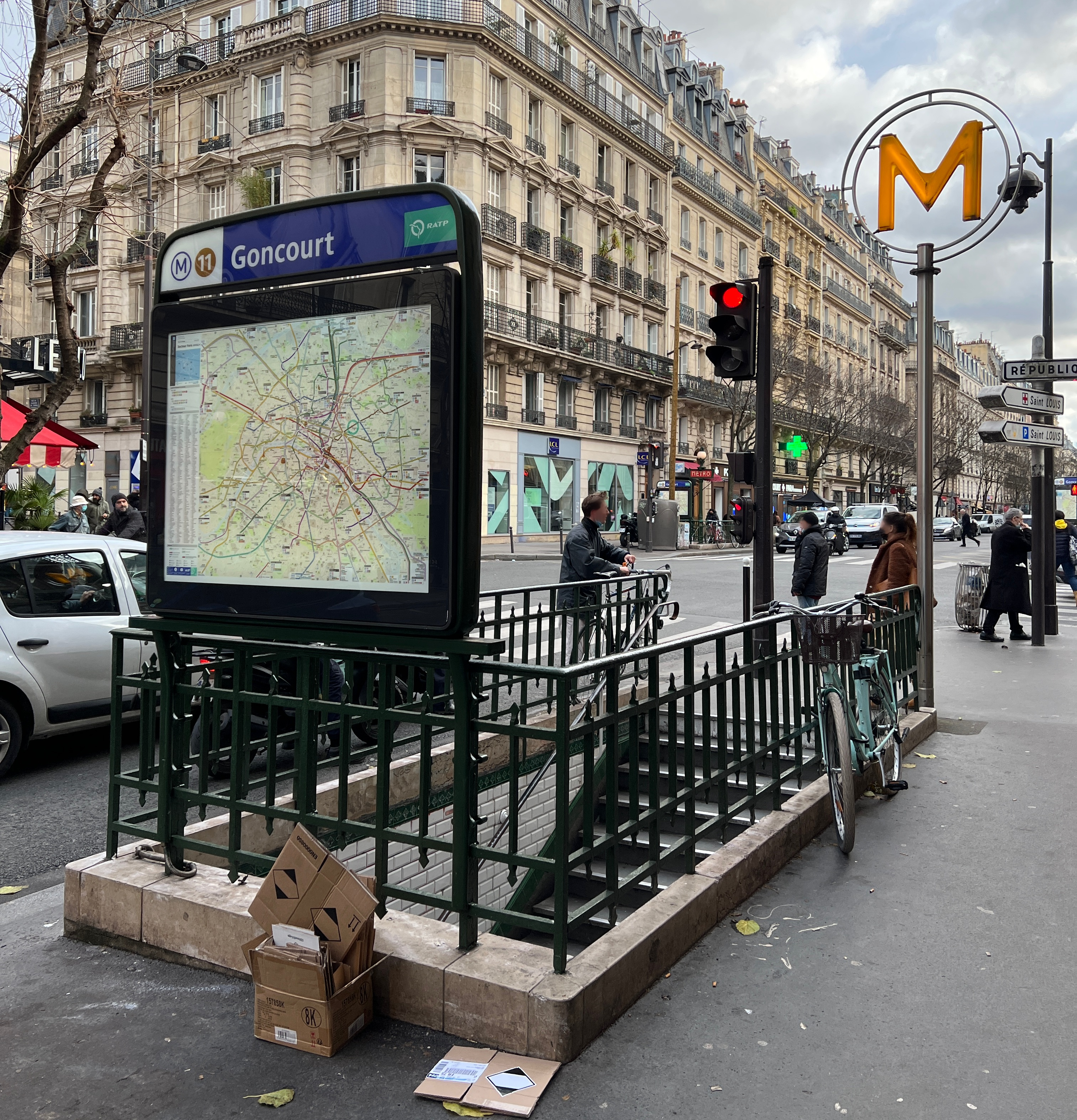
L'accès no 2, « Rue du Faubourg du Temple ».
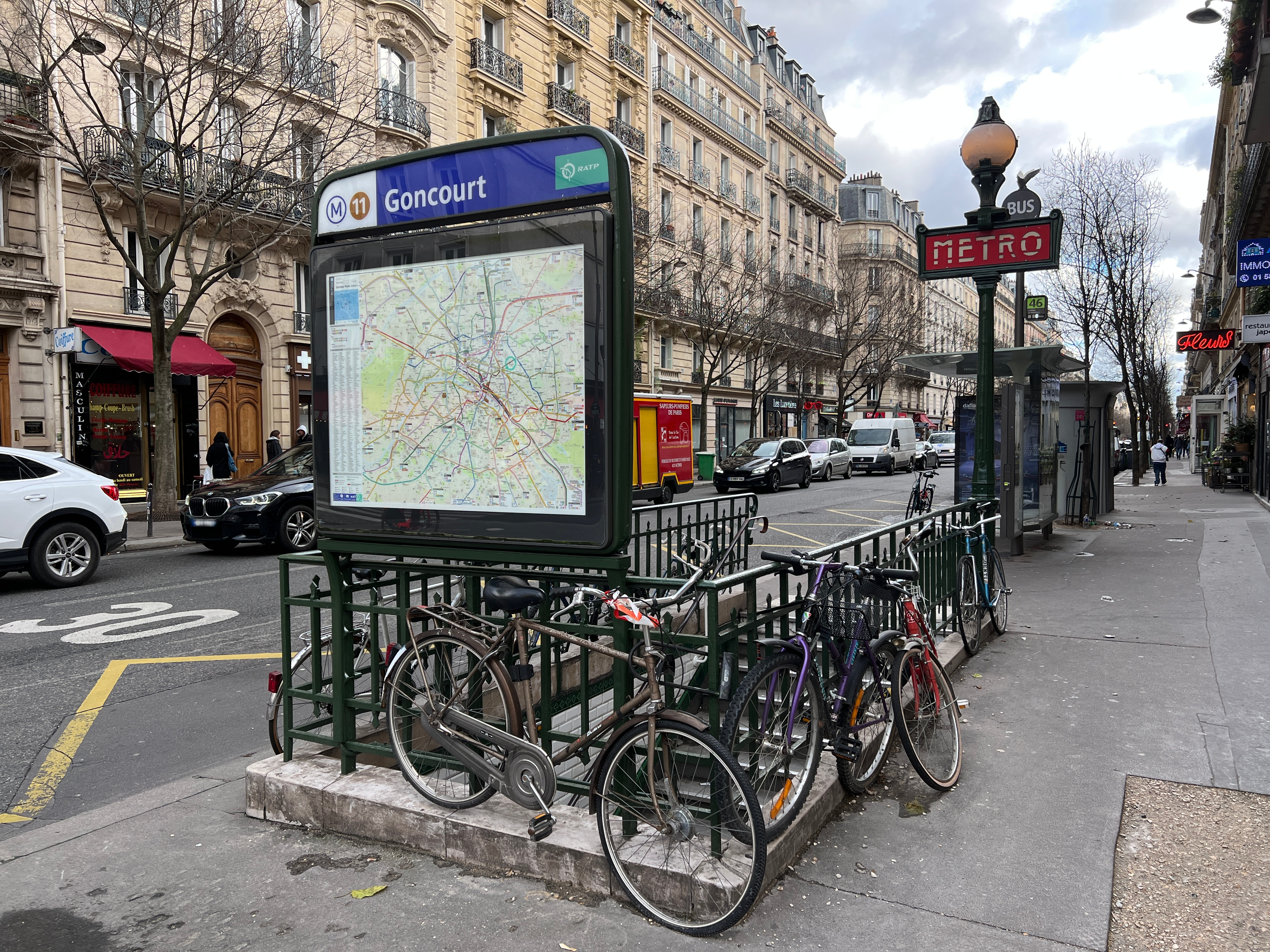
L'accès no 3, « Avenue Parmentier ».
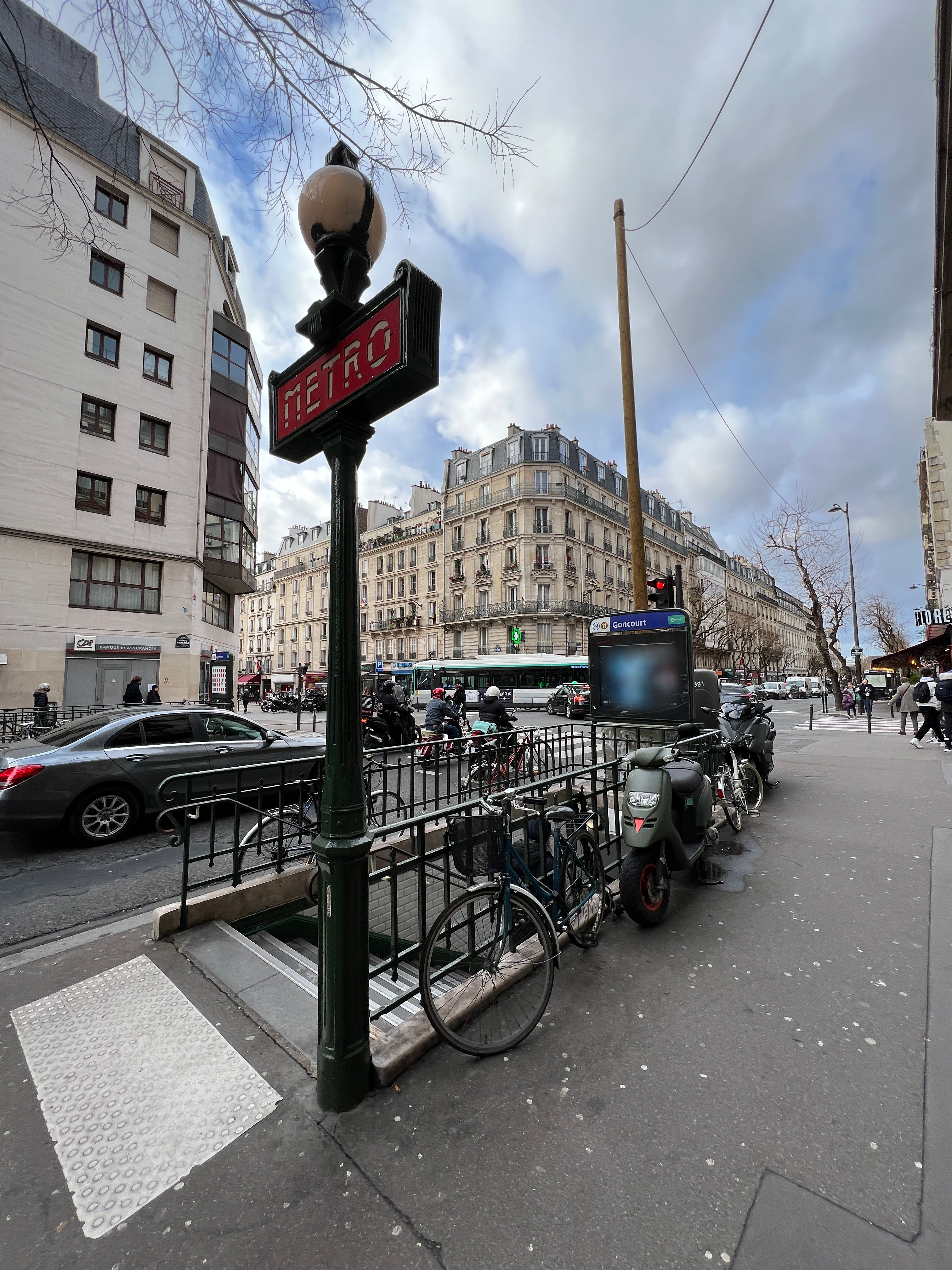
L'accès no 4, « Rue des Goncourt ».
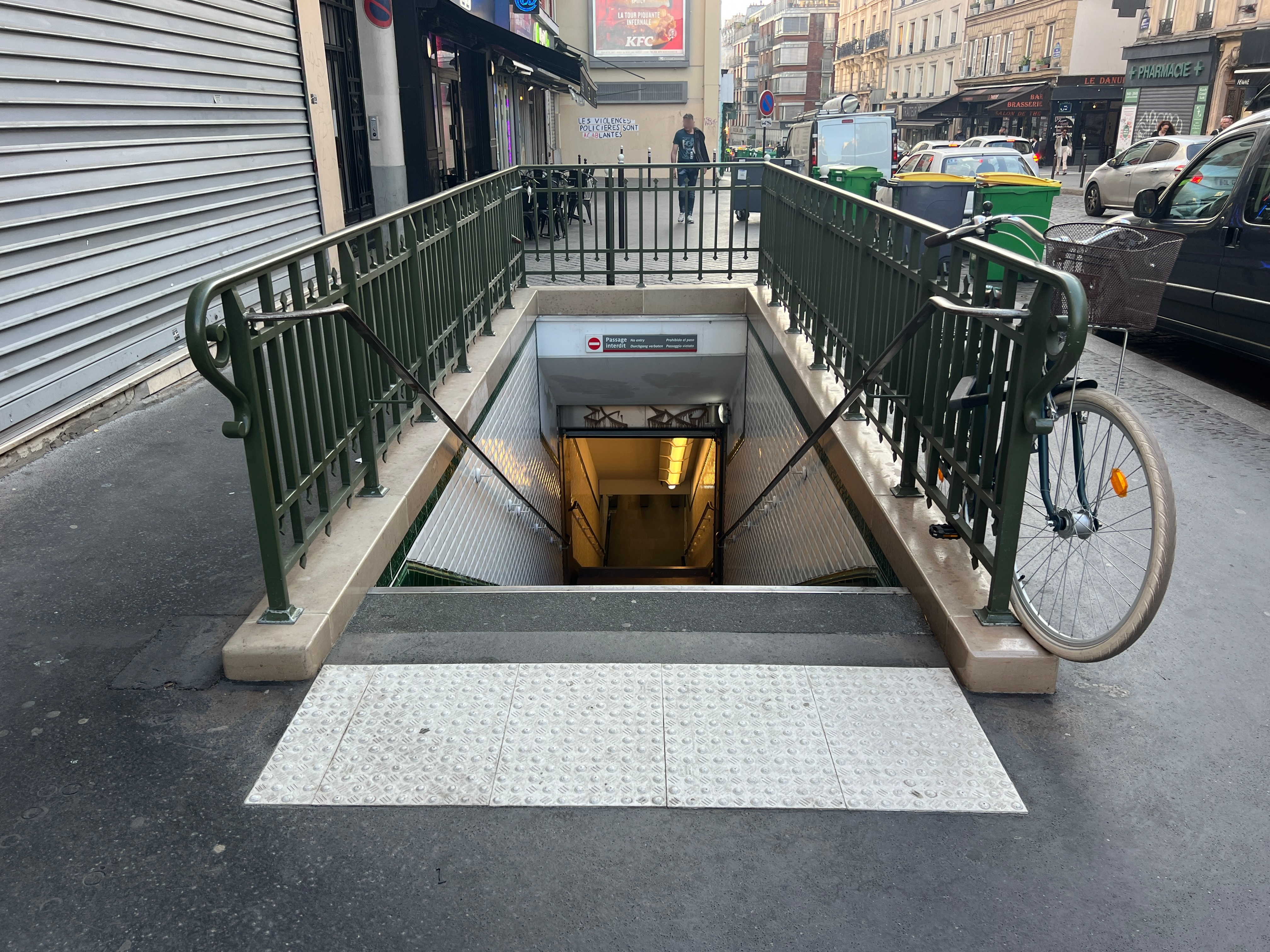
La sortie no 5, « Rue d'Aix ».
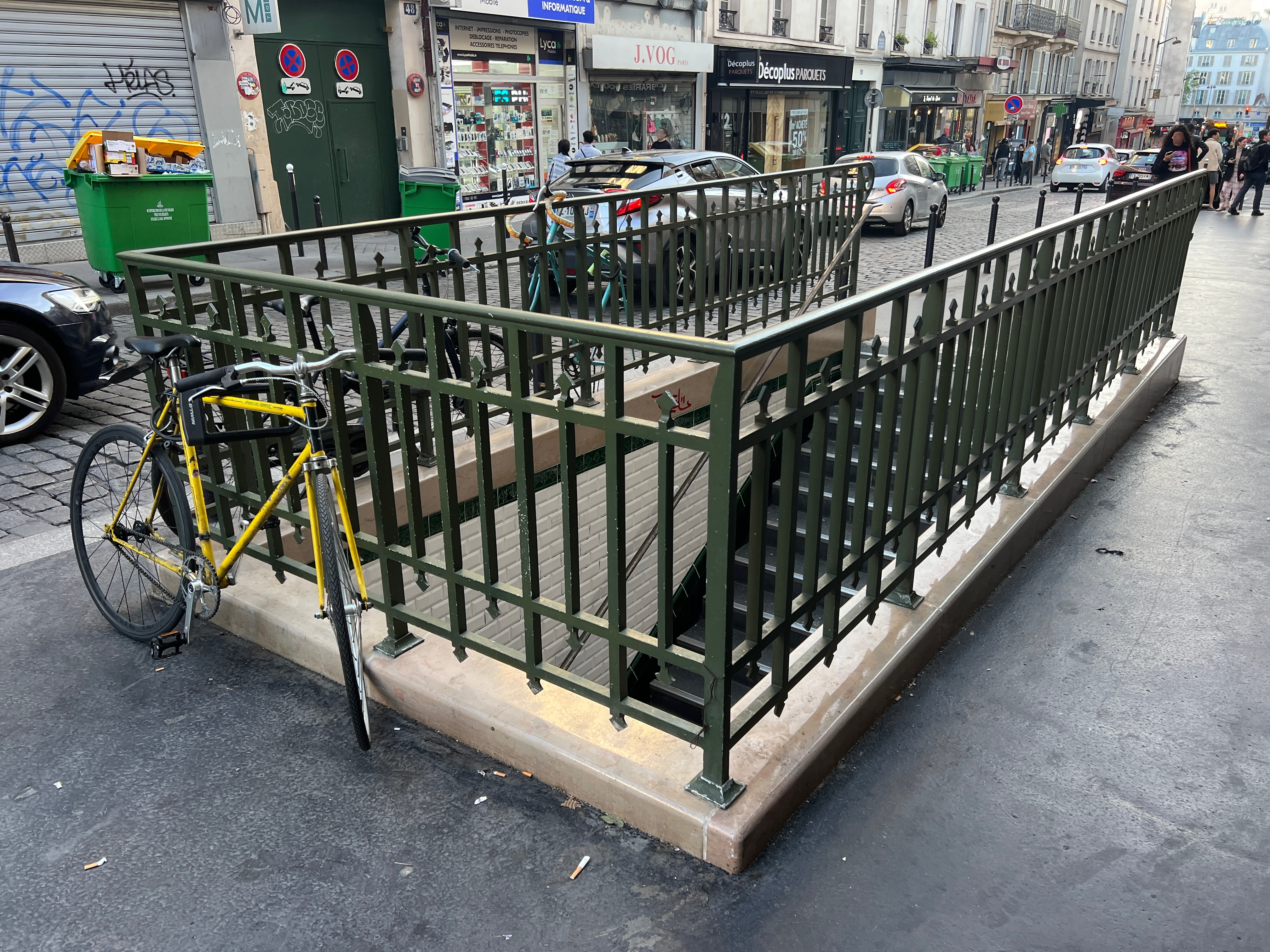
La sortie no 6, « Rue Bichat ».

### Quais
Goncourt est une station de configuration standard pour le métro de Paris : elle possède deux quais, d'une longueur conventionnelle de 75 mètres, séparés par les voies du métro situées au centre et la voûte est elliptique. La décoration est de style « Ouï-dire » : les bandeaux d'éclairage, ici de couleur jaune, sont supportés par des consoles courbes en forme de faux. L'éclairage direct est blanc tandis que l'éclairage indirect, projeté sur la voûte, est multicolore. Les carreaux en céramique blancs sont plats et recouvrent les piédroits, la voûte ainsi que les tympans. Les cadres publicitaires sont en céramique jaune de forme demi-cylindrique et le nom de la station est inscrit en police de caractères Parisine sur des plaques émaillées. Les quais sont carrelés en gris anthracite et les sièges sont de style « Akiko » de couleur jaune.

Quais de la station
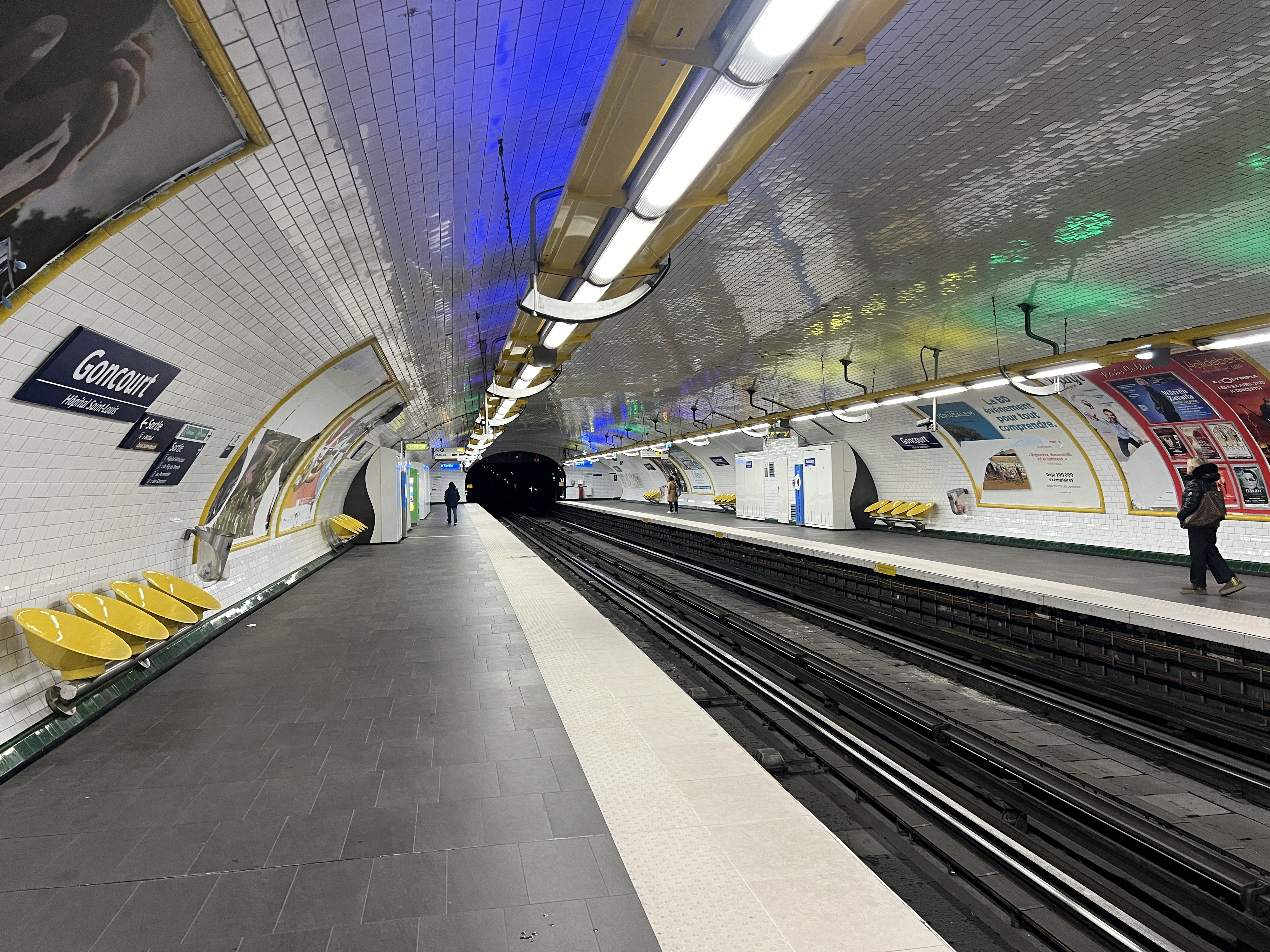
Les quais vus en direction de Châtelet.
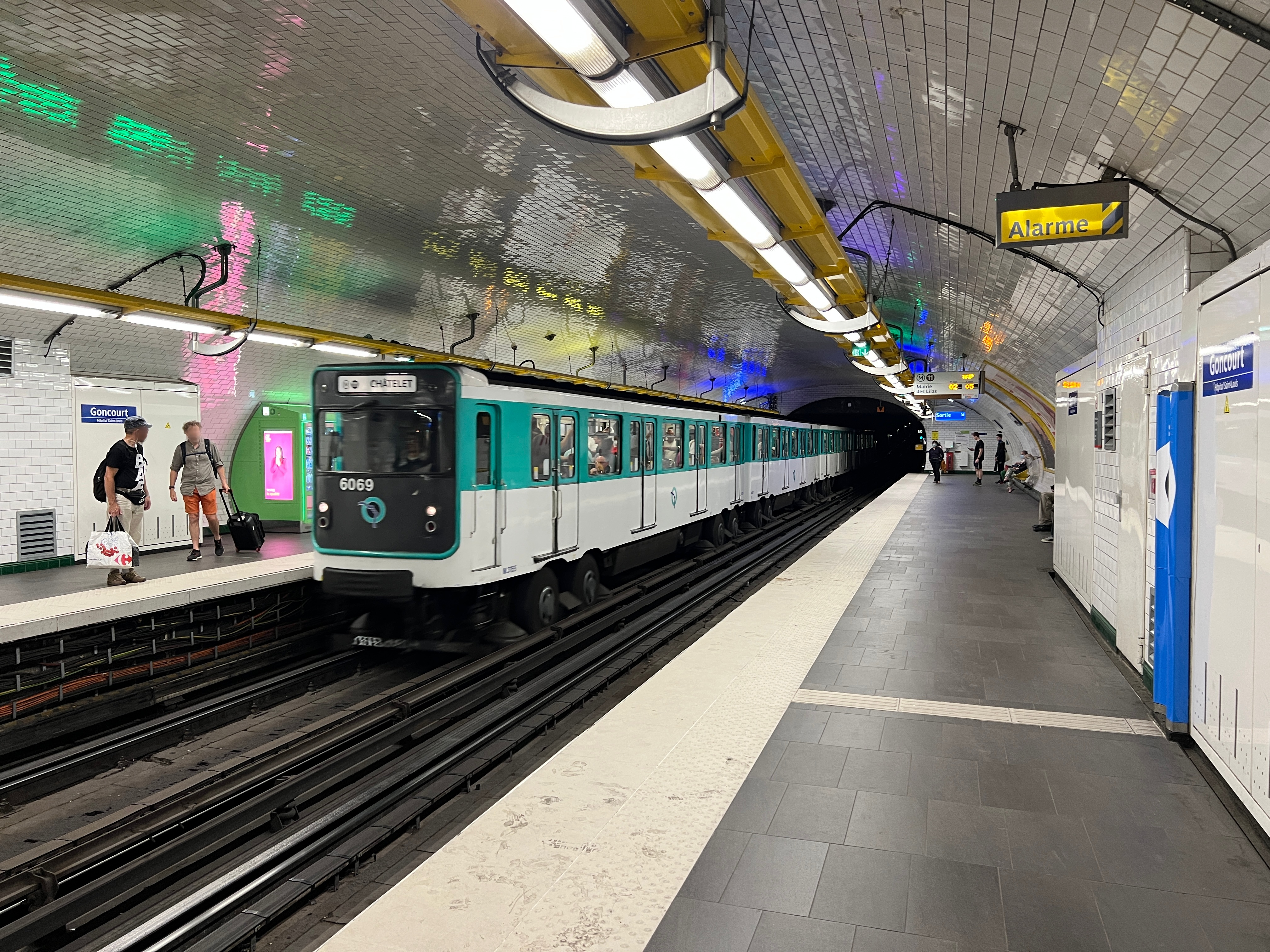
Arrivée d'une rame MP 59 en direction de Châtelet.
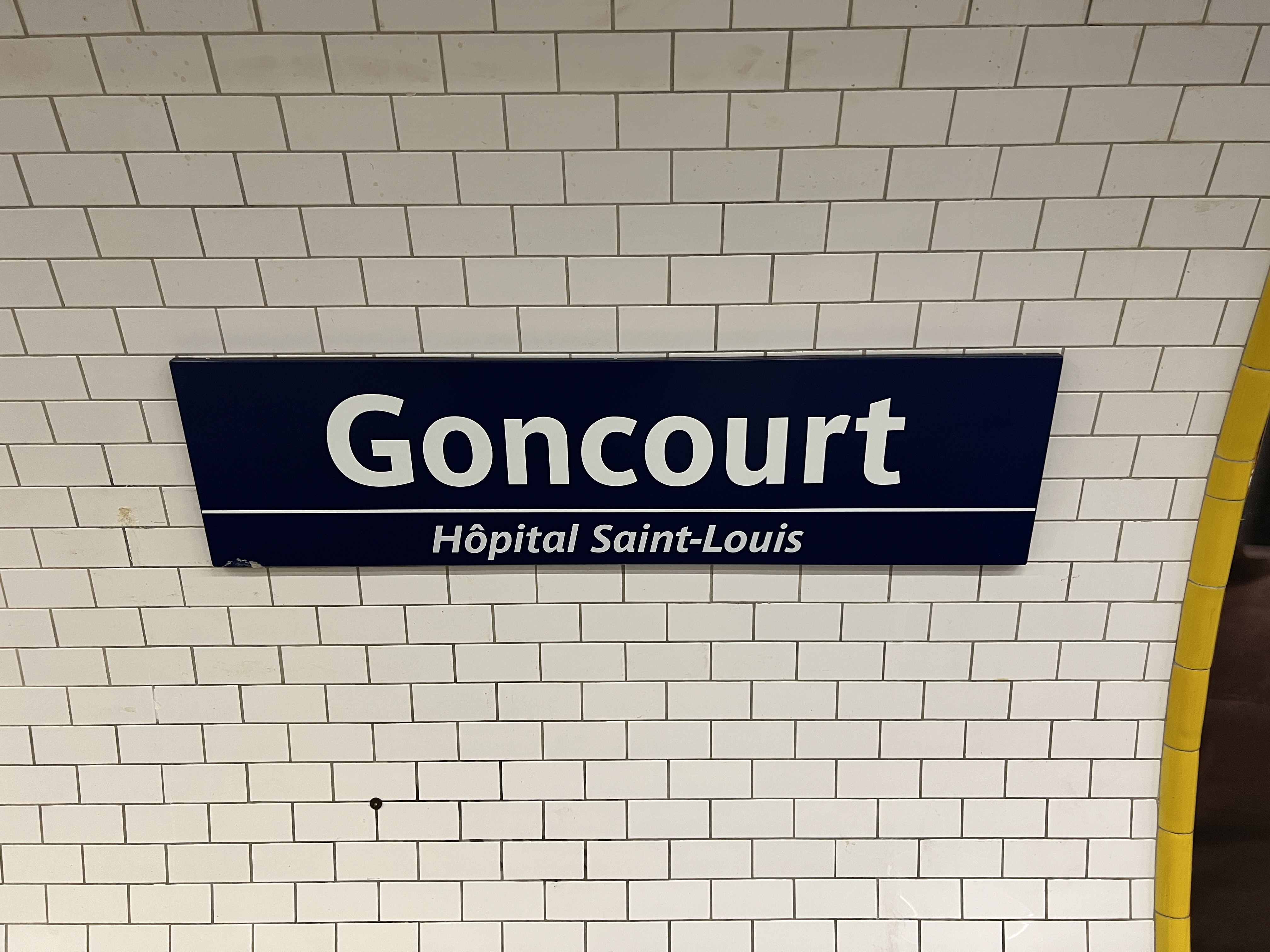
Plaque émaillée indiquant le nom de la station et son sous-titre.

### Intermodalité
La station est desservie par les lignes 20, 46 et 75 du réseau de bus RATP et, la nuit, par les lignes N12 et N23 du réseau Noctilien.

## À proximité
- Hôpital Saint-Louis et sa cour Henri-IV, de même style que la place des Vosges
- Église Saint-Joseph-des-Nations
- Sous-station Temple
- Palais des glaces
- Palais du Commerce et son bal, La Java
- Théâtre de Belleville (remplaçant l'ancien Tambour royal)
- Square Jules-Verne
- Canal Saint-Martin
- Square Frédérick-Lemaître
- Square Jules-Ferry
- Musée des Moulages